# 母を亡くした時、僕は遺骨を食べたいと思った。
『母を亡くした時、僕は遺骨を食べたいと思った。』（ははをなくしたとき、ぼくはいこつをたべたいとおもった。）は、宮川サトシによる日本の自伝漫画。新潮社のウェブコミック配信サイト『くらげバンチ』にて、2013年12月20日から2014年7月11日まで連載。全16話。
2015年に舞台化され、2019年には実写映画化された。

## 概要
作者ががん告知された母と過ごした最期の日々、亡くなってからの日々が実体験で綴られており、男3人兄弟の中でも特に末っ子の自分と仲の良かった母が癌で亡くなり火葬場で骨になったときの心境を作品タイトルとしている。作者自身も大学時代に白血病で闘病生活を送っており、その時にたくさん心配をかけ、明るく励ましてくれた母に代わって今度は自分が母を救おうと闘病の母に寄り添った2年間を描いている。病気が原因で就職の内定も辞退し、大学卒業後は実家暮らしで学習塾で働きながら漫画家を目指していたが、母の死後、背中を押されるように上京し漫画家となる。本作は母の亡くなった1年後に記録用に描いていたものだが、ウェブで公開したところ500万回以上の閲覧数を記録した。

## 書誌情報
- 宮川サトシ『母を亡くした時、僕は遺骨を食べたいと思った。』新潮社
  - 〈BUNCH COMICS〉、2014年8月9日発売、ISBN 978-4-10-771761-0
  - 新装版、2018年12月26日発売、ISBN 978-4-10-352161-7

## 舞台
2015年6月3日-6月7日にかけて仙行寺本堂にて上演。
- キャスト - 長瀬ねん治、森田由美恵、仲谷明香、岡本裕輝、大嶋伸治、星浩貴、小森未彩
- 脚本 - 朝比奈文邃
- 演出 - 加藤拓也

## 映画
2019年2月22日公開。監督は大森立嗣、主演は安田顕。撮影は原作者の地元である岐阜県で行われた。

### キャスト
- 宮川サトシ：安田顕
- 真里：松下奈緒
- 祐一：村上淳
- 利明：石橋蓮司
- 宮川明子：倍賞美津子

### スタッフ
- 原作：宮川サトシ『母を亡くした時、僕は遺骨を食べたいと思った。』（新潮社刊）
- 監督・脚本：大森立嗣
- 音楽：大友良英
- 主題歌：BEGIN「君の歌はワルツ」（テイチクエンタテインメント / インペリアルレコード）[9]
- 製作：間宮登良松、村田嘉邦、安井邦好、鈴木仁行、板東浩二、高木司、樋泉実、佐野真之、荒木宏幸、伊藤亜由美、稲村甲一
- エグゼグティブプロデューサー：加藤和夫
- プロデューサー：小林智浩、川﨑岳
- ラインプロデューサー：伊達真人
- 撮影：槇憲治
- 照明：野村直樹
- 美術：安宅紀史、山本直輝
- 録音：赤澤靖大
- 編集：早野亮
- 衣装：纐纈春樹、立花文乃
- ヘアメイク：豊川京子
- 音響効果：伊藤進一
- VFXディレクター：須賀努
- カラリスト：小林哲夫
- タイトルデザイン：赤松陽構造
- キャスティング：田端利江
- 助監督：小南敏也
- 制作担当：斉藤大和
- アソシエイトプロデューサー：田坂公章
- 助成：文化庁文化芸術振興費補助金
- 企画協力：新潮社
- 配給：アスミック・エース
- 制作プロダクション：レスパスビジョン
- 製作協力：レスパスフィルム、ネクスト
- 製作：「母を亡くした時、僕は遺骨を食べたいと思った。」製作委員会（東映ビデオ、博報堂DYミュージック&ピクチャーズ、日本出版販売、レスパスビジョン、ひかりTV、岐阜新聞社、テイチクエンタテインメント、北海道テレビ放送、アスミック・エース、アミューズ、クリエイティブオフィスキュー、ジェイアイプロモーション、TBSラジオ、東京メトロポリタンテレビジョン）